# Бюро громадської безпеки
Бюро громадської безпеки, БГБ (мак. Биро за јавна безбедност, БЈБ) — орган виконавчої влади при Міністерстві внутрішніх справ Республіки Македонія, у чиєму віданні перебуває така силова структура як поліція і який займається у міністерстві питаннями правоохоронної діяльності. БГБ відповідає за громадську безпеку, виконує нагляд і контроль за роботою територіальних підрозділів поліції та несе відповідальність за готовність поліції діяти в складних безпекових операціях. Бюро очолює директор, якого призначає і звільняє з посади уряд Македонії.